# 伊坦巴拉卡
伊坦巴拉卡（義大利語：Itambaracá）是巴西巴拉那州的一个市镇。总面积207.003平方公里，总人口7130人，人口密度34.4人/平方公里。